# Pelagic Records
Pelagic Records est un label indépendant allemand spécialisé dans le métal progressif, le post-métal et le post-rock, basé à Berlin.

## Histoire
Le label est fondé en 2009 par Robin Staps, guitariste du groupe The Ocean, dans l'intention de rééditer un ancien album de son groupe The Ocean, Metal Blade Records ayant précédemment refusé sa demande. Le label le soutient toutefois dans sa démarche de distribution. Il obtient rapidement un contrat de distribution chez SPV, ce qui permet  de sortir d'autres disques, les premières sorties s'étant révélées plutôt réussies. Le deuxième disque publié est celui du groupe suisse Nebra, suivi d'une version vinyle de All Is Violent, All Is Bright de God Is an Astronaut. Les sorties ne sont pas soumises à un calendrier précis, mais apparaissent au gré de Staps. 
En septembre 2017, le premier sampler du label, In the Twilight, These Rocks Have Teeth, composé de deux CD, est publié, montrant une coupe transversale des sorties des huit dernières années. Le sampler est également proposé en version numérique.

## Groupes et artistes
Liste non exhaustive d'artistes de Pelagic Records :
- A burial at sea
- Astrosaur
- Cult of Luna
- Envy
- God Is an Astronaut
- Hypno5e
- Khoma
- Klone
- Kruger
- Lost in Kiev
- MONO
- Pg.lost
- Psychonaut
- Rosetta
- The Ocean
- Year of no Light